# Donald McDougall
Pour les articles homonymes, voir McDougall.
Donald McDougall est un coureur cycliste sur piste américain.
McDougall commence sa carrière au New York Athletic Club. En 1912 et 1913, il devient champion national du quart de mile. Il a également établi quatre records nationaux en 1913 et 1914,.
Aux Championnats du monde sur piste 1912 au Vélodrome de Newark (en), le héros local, Donald McDougall devient champion du monde de vitesse amateur. En septembre de la même année, il match contre Franck Kramer, le champion du monde pro, qui gagne.
Il passe professionnel en 1915.
Il a été intronisé au United States Bicycling Hall of Fame, temple de la renommée du cyclisme américain, en 2012.

## Palmarès sur piste

### Championnats du monde
- Newark 1912
  -  Champion du monde de vitesse amateurs

### Championnats des États-Unis
- 1912
  -  Champion des États-Unis de vitesse - amateur[7].
- 1913
  -  Champion des États-Unis de vitesse - amateur[8]